# Schavener Heide
Koordinaten: 50° 37′ 0″ N, 6° 41′ 16″ O
Das Naturschutzgebiet Schavener Heide liegt auf dem Gebiet der Stadt Mechernich im Kreis Euskirchen in Nordrhein-Westfalen.
Das Gebiet erstreckt sich nordöstlich der Kernstadt Mechernich und östlich des Mechernicher Stadtteils Schaven. Westlich verläuft die B 266, östlich verlaufen die Landesstraßen L 61 und L 11 und die A 1.

## Bedeutung
Für Mechernich ist seit 2003  ein 323,38 ha großes Gebiet unter der Kenn-Nummer EU-125 als Naturschutzgebiet ausgewiesen. Die Unterschutzstellung erfolgt zur Erhaltung und Entwicklung von natürlichen Lebensräumen und Tier- und Pflanzenarten.